# Cartago, Costa Rica
Cartago este un oraș din Costa Rica, situat la aproximativ 25 km est de capitala San José.